# Canadian Northern Railway

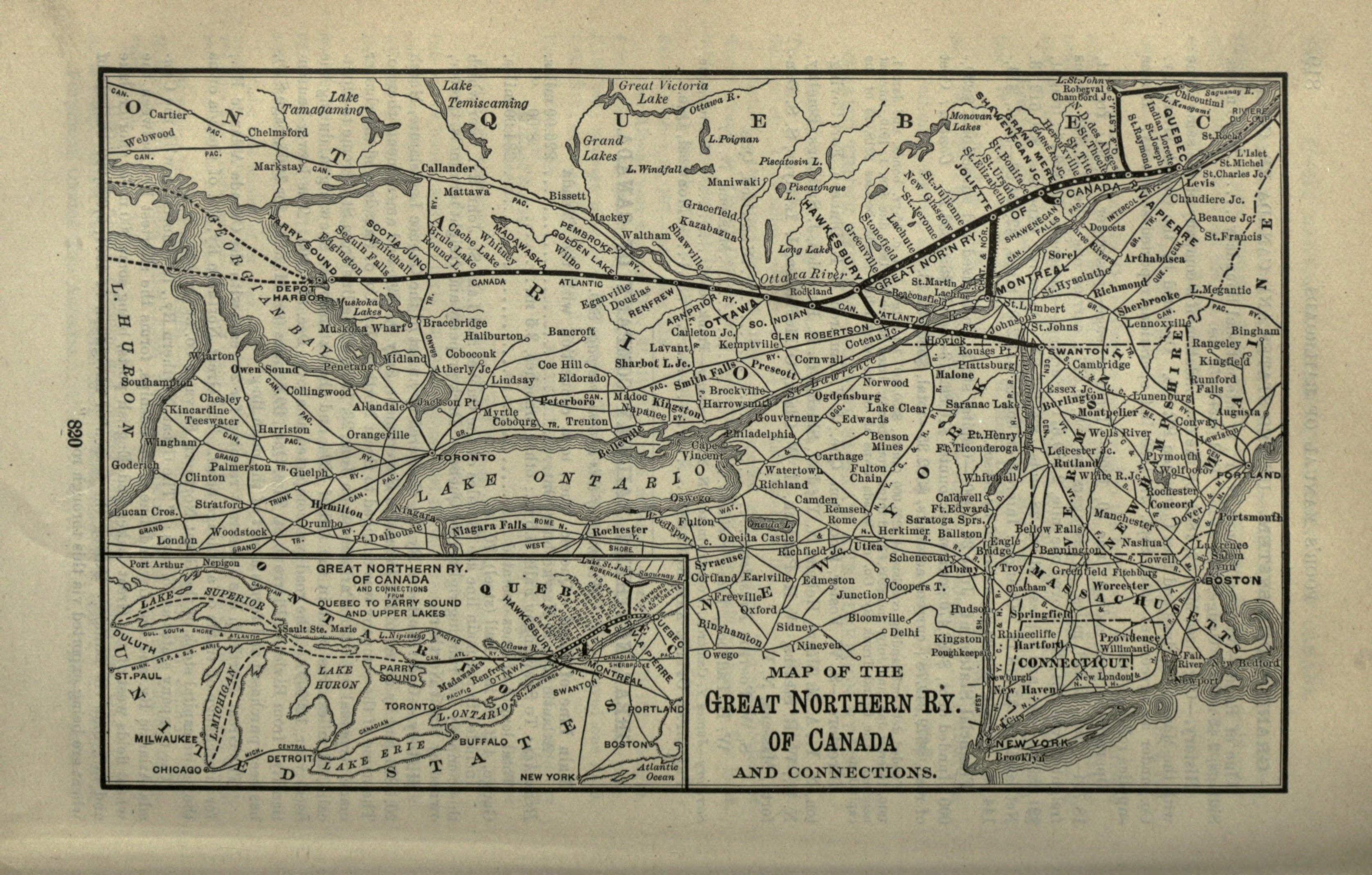
Mappa della rete Canadian Northern nel 1901

Canadian Northern Railway (CNoR) era una compagnia ferroviaria del Canada che eserciva una rete transcontinentale di oltre 16.000 km. Nel 1918 cessò di essere indipendente e nel 1923 venne incorporata nella Canadian National Railway (CN).

## Premesse: gli inizi in Manitoba
Le origini della Canadian Northern vanno ascritte alla costruzione intrapresa dalla "Lake Manitoba Railway and Canal Company" di due linee ferroviarie indipendenti tra loro nel Manitoba, tra gli anni ottanta e novanta del XIX secolo, realizzate con un consistente contributo finanziario provveduto dal governo provinciale allo scopo di rompere il quasi monopolio della Canadian Pacific.
Due degli imprenditori coinvolti, William Mackenzie e Donald Mann, nel mese di gennaio 1896 presero il totale controllo della compagnia, finita in bancarotta. Mackenzie e Mann, nel 1897, ampliarono la loro impresa con ulteriori costruzioni più a nord, nel distretto di Interlake del Manitoba e a est e ovest di Winnipeg. Iniziarono anche la costruzione e l'acquisto di linee a sud per collegare il confine degli Stati Uniti a Pembina, in Nord Dakota e ad est per l'Ontario.

## Nasce Canadian Northern. Collegamento delle praterie al Lago Superiore

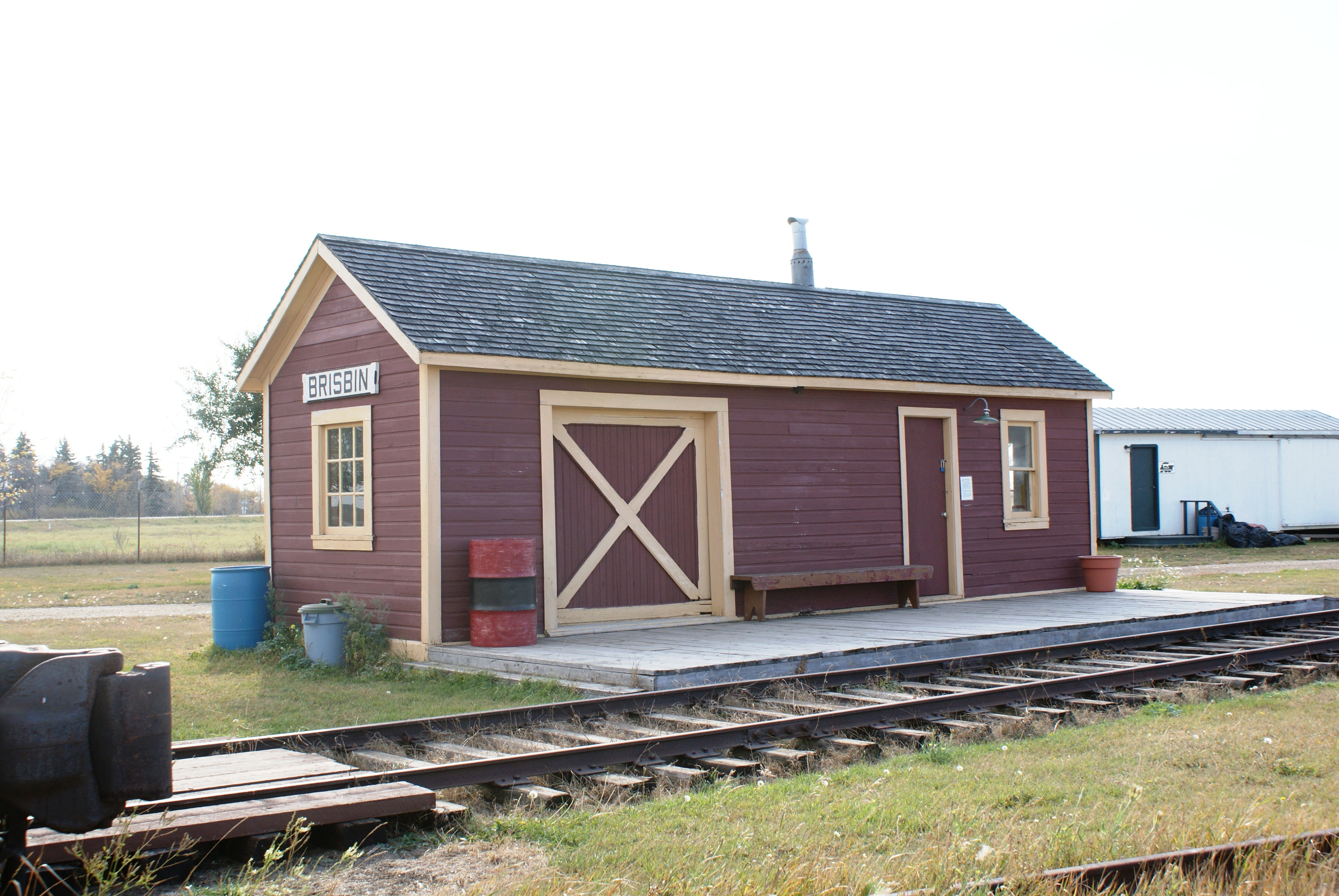
Fabbricato spostabile ad uso stazione ferroviaria della Canadian Northern usato per Debden, in Saskatchewan e in seguito per Brisbin

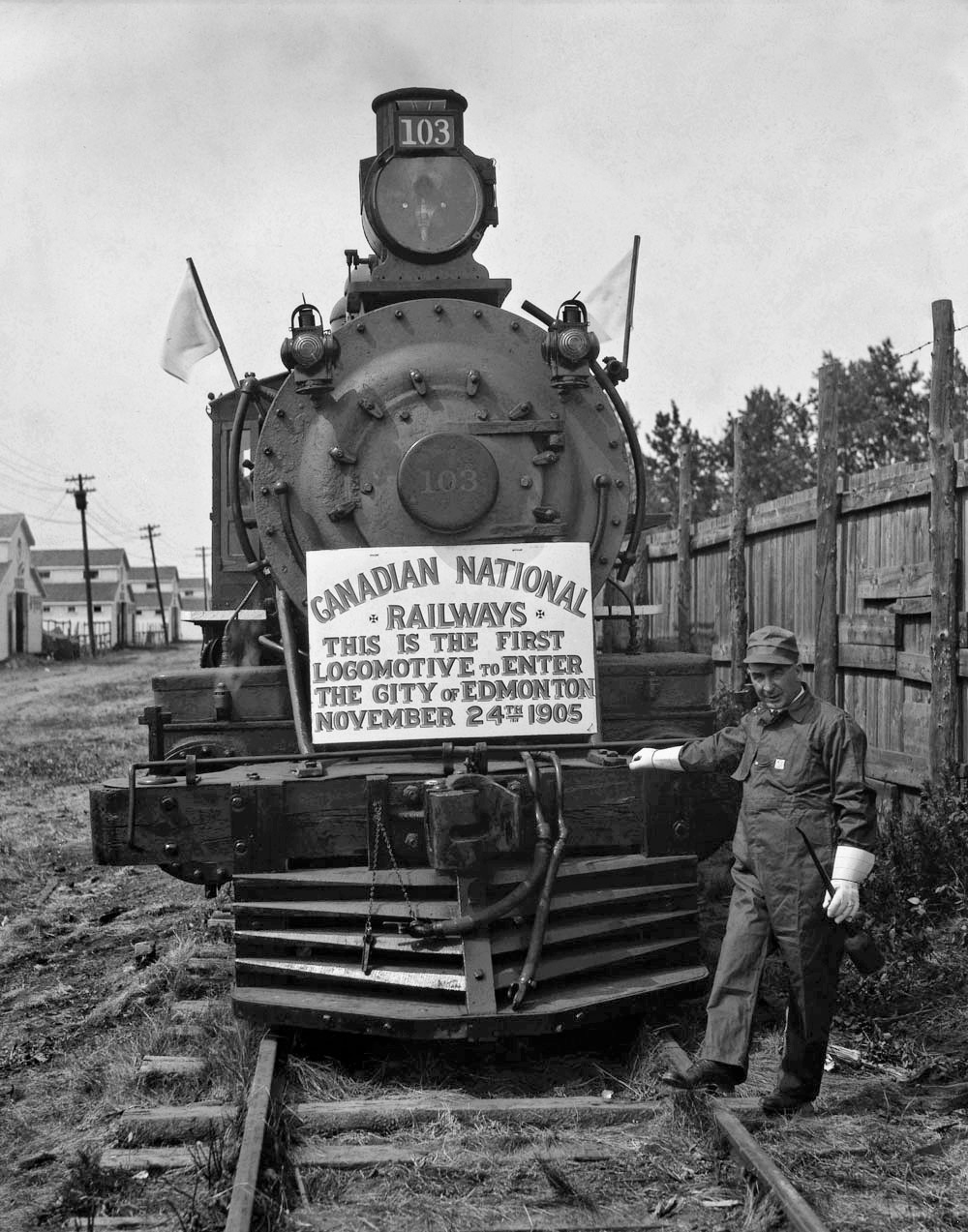
La linea ferrata Canadian Northern Railway (CNoR) raggiunse Edmonton nel 1905

La Canadian Northern Railway venne costituita nel 1899 e in essa confluirono tutte le società ferroviarie di proprietà di Mackenzie e Mann (soprattutto del Manitoba). 
Il primo passo della Canadian Northern per competere direttamente con la Canadian Pacific venne fatto all'inizio del XX secolo con la decisione di costruire una linea che collegasse le province della prateria (Prairie Provinces) con il Lago Superiore a Port Arthur-Fort William (Ontario) (la moderna Thunder Bay) che avrebbe consentito il trasporto di grano occidentale verso i mercati europei, nonché il trasporto di merci canadesi orientali verso l'Occidente. Tale linea incorporava una linea CNOoR già esistente a Lake of the Woods e due ferrovie locali dell'Ontario, la Port Arthur, Duluth and Western Railway e la Ontario and Rainy River Railway le cui concessioni Mackenzie e Mann avevano acquistato nel 1897. Per raggiungere Port Arthur, che divenne il capolinea lacustre della CNoR, la linea fu estesa a sud di Lake of the Woods, nel nord Minnesota, prima di attestarsi a nord-est attraverso il Distretto di Rainy River al capolinea della navigazione sui Grandi Laghi. La linea Winnipeg-Port Arthur fu completata il 30 dicembre del 1901 con la posa dell'ultimo chiodo fatta dal Commissario delle "Crown Lands" dell'Ontario, Elihu Davis, poco ad est della stazione di Atikokan.

## Canadian Northern va avanti da sola
Mackenzie e Mann continuarono ad espandere le linee diramate delle praterie per addurre traffico verso Port Arthur; la rete continuò ad essere ampliata fino a coprire gran parte delle praterie canadesi.
Nel 1903 il governo federale e la Grand Trunk Railway (GTR) nell'ambito degli studi per la realizzazione in Canada di una seconda ferrovia transcontinentale contattarono Mackenzie e Mann cercando di coinvolgerli nell'impresa ma senza risultati; il progetto venne così sostenuto con il coinvolgimento di Grand Trunk Pacific Railway (GTPR) e di Transcontinental National Railway (NTR).

## Espansione a livello nazionale

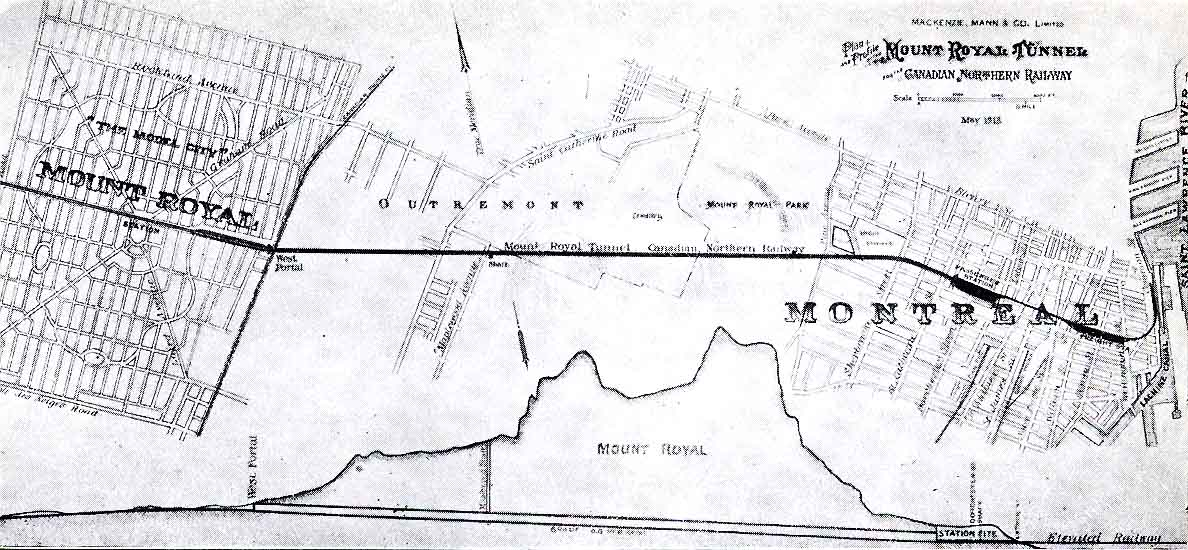
Progetto della galleria Mont Royal e nuovo terminale (1913)

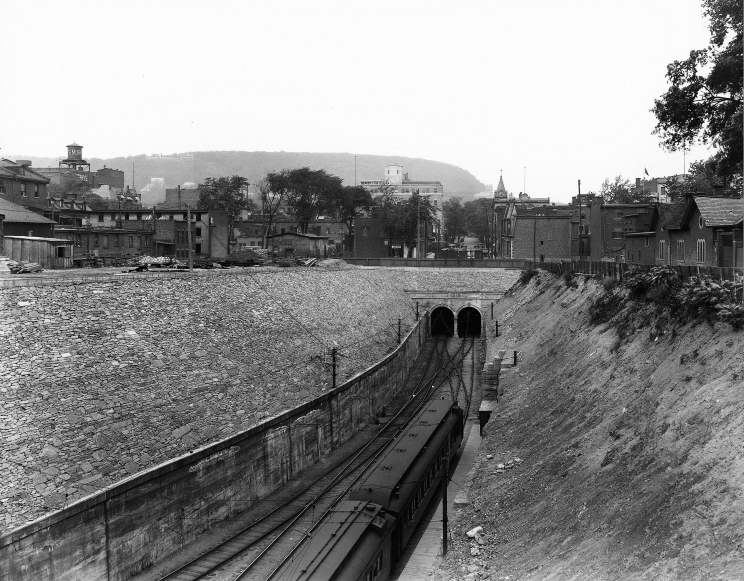
Imbocco della galleria di Mont Royal

Mackenzie e Mann iniziarono la loro prima significativa espansione fuori delle praterie con l'acquisto delle linee di navigazione a vapore dei Grandi Laghi, delle ferrovie nel nord Québec nella regione di Saguenay, della Nuova Scozia (Halifax and South Western Railway) e dell'ovest dell'Isola del Capo Bretone. Ulteriori acquisizioni nel Sud Ontario e una linea di collegamento costruita da Toronto a Parry Sound.
Nel 1905, CNoR raggiunse Edmonton, che era stata appena designata capitale della nuova provincia di Alberta. Nel 1906 fu acquistata la Qu'Appelle, Long Lake and Saskatchewan Railroad and Steamboat Company che oltre alla ferrovia Regina-Prince Albert, via Craik, Saskatoon e Rosthern (in Saskatchewan) gestiva anche la navigazione sul lago Last Mountain.
Nel Canada orientale, nel 1908, fu costruita una linea diramante da Capreol, sulla Toronto-Parry Sound, ad Ottawa e per Montréal. Nel 1910 fu costruita una linea diretta Toronto-Montreal. Nel 1911 furono disponibili i finanziamenti federali per la costruzione della linea Montreal-Ottawa-Capreol-Port Arthur. Nel 1912 CNoR iniziò la costruzione di una linea a doppio binario a nord con la costruzione della galleria Mount Royal.
In Canada occidentale, nel 1910 la costruzione fu avviata sulla linea ovest di Edmonton attraverso Yellowhead Pass verso Vancouver, grazie alle sovvenzioni del governo della Columbia Britannica. Nel 1911, iniziarono i lavori su un nuovo sito di nome Port Mann, sul fiume Fraser, allo scopo di accogliere i nuovi depositi di rotabili e da cui le linee si sarebbero estese a Vancouver e al delta del fiume Fraser.

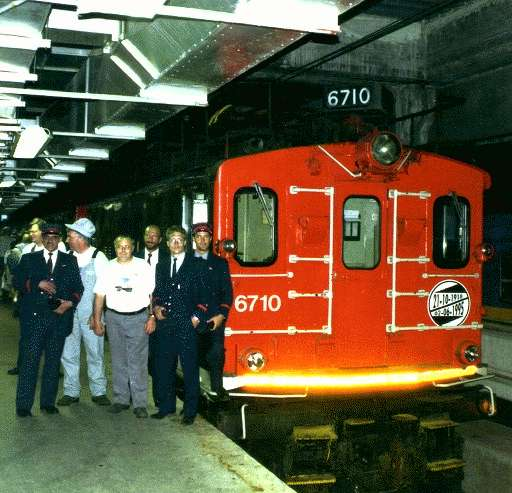
L'ultima delle locomotive costruite per la Canadian Northern fu accantonata nel 1995. La stessa unità aveva inaugurato la galleria Mount Royal nel 1918

## Costruzioni difficili e costi esorbitanti
L'espansione di Canadian Northern nel ventennio iniziale era stata relativamente facile, in gran parte frutto di acquisizione di imprese in fallimento o completamento di progetti di costruzione arenatisi. Fino al 1910 significativi investimenti furono impiegati nella costruzione a nord del Lago Superiore ma i costi maggiori furono quelli sostenuti per costruire la ferrovia seguendo il corso dei fiumi Thompson e Fraser, tra le montagne della Columbia Britannica, ma dal lato più difficile in quanto la Canadian Pacific aveva già realizzato un proprio tracciato diretto al porto di Vancouver sul lato orientale, il migliore orograficamente, costringendo CNoR alla scelta del lato opposto che fu costellato di tunnel, riempimenti e trincee. Il più grave azzardo durante la costruzione della ferrovia, nel 1913, fu il taglio di un costone di arenaria a Hells Gate che innescò un'enorme frana che ostruì parzialmente la stretta gola in cui scorre il fiume Fraser. Ne derivò un gravissimo danno alla circolazione dei salmoni del Pacifico e per porvi rimedio si dovettero impiegare molti anni di lavoro. Oltre alla difficile costruzione tra Jasper e Vancouver, CNoR iniziò nel 1910 la costruzione ad ovest di Edmonton, due anni più tardi rispetto alla GTPR che aveva iniziato la costruzione ad est da Prince Rupert, lungo il fiume Skeena, verso il Yellowhead Pass.
Una delle operazioni più costose e impegnative intraprese nel 1910 dalla Canadian Northern fu quella di costruirsi un accesso diretto al centro della città di Montreal in quanto l'unico comodo accesso a sud di Mount Royal era già da tempo in mano alle rivali Canadian Pacific Railway (CPR) e Grand Trunk Railway (GTR). Per finanziare il costoso progetto CNoR intraprese un'operazione speculativa di acquisto di terreni atta a far crescere il valore fondiario dell'area agricola a nord di Montreal creando una comunità modello chiamata Town of Mount Royal; venne previsto anche un terminal del centro della città con gli uffici per gli sviluppi commerciali associati alle operazioni. 
Nel 1911 venne costituita la "Canadian Northern Montreal Tunnel and Terminal Company" per passare alla fase realizzativa. La costruzione iniziò dal portale ovest l'8 luglio 1912. Il 10 dicembre 1913 venne abbattuto il diaframma tra i due scavi provenienti dai portali est e ovest con un disallineamento di soli 2,5 cm. La lunghezza era di circa 5 km con una pendenza massima del 6 per mille.
Nel 1914 la compagnia venne ribattezzata "Mount Royal Tunnel and Terminal Company" e divenne interamente controllata dalla CNoR. Per l'esercizio del traffico nella tratta vennero ordinate 6 locomotive elettriche alla General Electric che furono consegnate tra 1916 e 1917. Il rivestimento di cemento della galleria a doppia canna parallela fu completato nel 1916; i binari furono posati a scartamento normale e la linea elettrica aerea a catenaria venne alimentata a corrente continua a 2400 volt entro il mese di settembre 1918. Tutta l'operazione era stata rallentata dalla prima guerra mondiale e dalle difficoltà finanziarie della metà degli anni dieci del XX secolo.

## CNoR entra nel settore navigazione

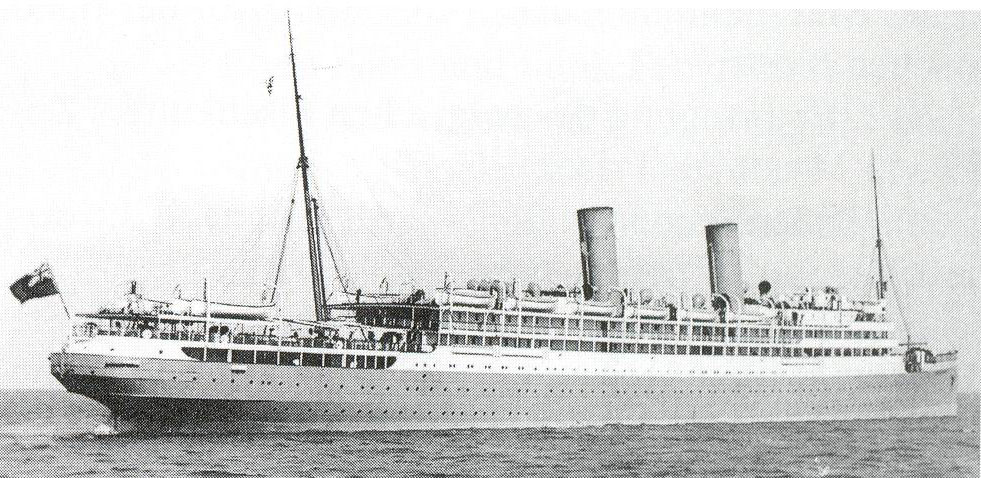
HMT Royal Edward

Nel 1910 la compagnia entrò anche nel settore della navigazione transatlantica creando una società controllata, la Canadian Northern Steamship Company. Vennero acquistate due navi dall'Egyptian Mail Steamship Company, la "Cairo" e la "Heliopolis", rinominate al momento dell'acquisto rispettivamente, "Royal Edward" e "Royal George" e riconvertite per i viaggi nel Nord Atlantico. Il servizio, denominato Royal Line, venne svolto dalla Royal Edward sulla rotta Avonmouth-Montréal nei mesi estivi e Avonmouth-Halifax nei mesi invernali. Allo scoppio della prima guerra mondiale ambedue le navi furono requisite per essere utilizzate come navi di trasporto truppe.
Il 13 agosto 1915 la Royal Edward venne affondata dal sottomarino tedesco SM UB-14 a 6 miglia ad ovest dell'isola di Candeliusa, nel Mar Egeo, nel corso del trasporto di truppe da Avonmouth a Gallipoli.
La Royal George fu venduta alla Cunard Line nel 1916, e utilizzata sulla rotta Liverpool/Southampton-Halifax-New York. Nel 1920 divenne alloggio per emigranti a Cherbourg; fu demolita nel 1922 a Wilhelmshaven.

## Difficoltà finanziarie. Nazionalizzazione
I servizi merci e passeggeri a nord del Lago Superiore nel 1915 si attivarono con collegamenti tra Montreal e Vancouver e con le linee in Nuova Scozia, Sud Ontario, Minnesota. Tra il 1915 e il 1918, CNoR cercò in tutti i modi di aumentare i suoi profitti ma invano perché la maggior parte del traffico di guerra si muoveva sulle linee della Canadian Pacific. I bilanci della società erano inoltre pesantemente aggravati dai costi delle costruzioni connesse al progetto della galleria Mount Royal. Il forte indebitamento con le banche e con lo Stato (che aveva contribuito molto a finanziare lo sviluppo della Northern) non era compensato neanche dai ricavi delle linee diramantisi nelle province della Prateria (il cosiddetto "Granaio del Canada"). Incapace di far fronte ai rimborsi la società richiese ancora un aiuto finanziario al governo; in cambio dei fondi, il governo federale acquisì il controllo di maggioranza delle azioni nazionalizzando di fatto la compagnia il 6 settembre 1918. Il consiglio di amministrazione, dimissionario, fu sostituito da amministratori nominati dal governo federale. Il 20 dicembre 1918, il Queen's Privy Council for Canada (Consiglio privato della Regina per il Canada) assunse la direzione di CNoR e CGR con il monitoraggio della Canadian National Railway (CNR) allo scopo di semplificare le operazioni; CNoR e CGR non erano formalmente uniti ma cessarono di esistere come aziende il 20 gennaio 1923, data in cui furono formalmente incorporate nella CNR. 
La "corporate identity" di Canadian Northern Railway continuò ad esistere fino 1956.